# Konec staroj Berёzovki
Konec staroj Berёzovki (Конец старой Берёзовки) è un film del 1960 diretto da Viktor Vladislavovič Ėjsymont.